# Route départementale 201 (Haut-Rhin)
Pour les articles homonymes, voir Route départementale 201.

La route départementale 201, ou D 201 68, est une route départementale française reliant Colmar à Bâle en Suisse. Son tracé est relativement parallèle à celui de l'autoroute A35 qu'elle longe par endroits. Elle est issue du déclassement de la N422 en 2006.